# George Jeffreys (Pastor)
George Jeffreys (* 28. Februar 1889, Nantyffylon, Maesteg, Wales; † 26. Januar 1962) war ein walisischer Prediger, Heilungsevangelist und Gründer der Elim Pentecostal Church, einer pfingstlerischen (englisch: pentecostal) Konfession.

## Leben
Jeffreys stammt aus Nantyffylon, Maesteg, Wales und ist ein Sohn des Bergmanns Thomas und seiner Frau Kezia Jeffreys. Sie gehörten zur Siloh Independent Chapel, einer kongregationalistischen Kirchgemeinde. Als Fünfzehnjähriger erlebte er ein Erweckungserlebnis während des Welsh Revival von 1904 bis 1905 zusammen mit seinem älteren Bruder Stephen. Sie gründeten danach eine Gebetsgruppe mit dem Namen Kinder der Erweckung, damit diese Bewegung weitergehen würde. Bereits damals glaubten viele Gemeindemitglieder, dass die zwei Brüder von Gott erwählt seien, um für Gott große Werke zu tun. Im Herbst 1912 ging er an die Thomas Myerscough Bible School, wo er auch den Kongo-Missionar William Frederick Padwick Burton (1886–1971) und den zukünftigen Arbeitskollegen, Gemeindeleiter und Freund Ernest John Phillips (1894–1973) kennenlernte.

### Dienst
Bereits 1910 war Jeffreys als Prediger bekannt. Bei einer seiner Vortragsreisen kam er an die All Saints’ Anglican Church in Sunderland, Tyne and Wear, England. Dort erlebte er Gemeindeglieder, welche Gaben des Heiligen Geistes praktizierten, vor allem Zungenrede nach dem Vorbild der Apostelgeschichte. Jeffreys war zunächst gegen diese Praxis; als aber sein Neffe Edward beanspruchte, die Geistestaufe erfahren zu haben, konnte er einen deutliche Veränderung bei seinem Neffen feststellen. Er gab seinen Widerstand auf, er wandte sich von seinem Unglauben in der All Saints’ Church ab und begann in der Folge selbst diese Gaben zu praktizieren.
Im Zusammenhang mit den Predigtdiensten von George und Stephen Jeffreys gab es immer wieder Berichte von Heilungswundern und anderen Manifestationen Gottes. Daraufhin entwickelte George seinen foursquare belief (deutsch: viereckiger Glaube; foursquare kann auch mit „unerschütterlich“ übersetzt werden), dass Jesus Retter, Heiler, Täufer und kommender König sei (englisch: Saviour, Healer, Baptiser and Coming King). George wurde zusammen mit einer kleinen Gruppe Gleichgesinnter als die Elim Evangelistic Band in Belfast und in ganz Ulster bekannt. Der Sänger Robert Ernest Darragh schloss sich ihnen an, was der Anfang einer vierzigjährigen Zusammenarbeit sein würde. Diese Gruppe holte die Menschen zunächst in Zelte und später auch in die dafür angemietete Belfast Hall. George gründete daraufhin 1914 seine erste Gemeinde, die Elim Christ Church in Belfast und 1915 eine in Monaghan. Das war der Ursprung der Elim Pentecostal Church.
Weitere Elim-Gemeinden entstanden im Vereinigten Königreich, zunächst in den irischen Provinzen, in Ulster (Ballymena, Moneyslane, Portadown), dann in Essex (Leigh-on-Sea, die erste Elim Church in England), sowie in Clapham in London und in Wales (Llanelli, Dowlais). 1924 kaufte die Bewegung eine Druckerpresse, um einen Verlag zu betreiben. 1925 gründete Jeffreys das Elim Bible College in Clapham, welches 1987 zunächst nach Nantwich, Cheshire, umzog und später in Regents Theological College umbenannt wurde; das College zog 2009 erneut um nach West Malvern.
1926 kam die US-amerikanische Evangelistin Aimee Semple McPherson nach Frankreich und England, wo sie an Ostern in London im Surrey Tabernacle der Elim-Gemeinden predigte. Von ihr übernahm er die Bezeichnung Foursquare, so dass die Gemeinden nun in Elim Foursquare Gospel Alliance umbenannt wurden. 1927 und in den folgenden Jahren hielt er viele Heilungskonferenzen, die teilweise von Glaubenstaufen begleitet waren, in England ab, so auch in der Royal Albert Hall und im Crystal Palace in London. 1932 veröffentlichte Jeffreys das Buch Healing Rays (deutsch: Strahlen der Heilung), worin er die wirkende und heilende Kraft Gottes in den verschiedenen Epochen der Geschichte und auch in der Gegenwart darstellte.
Bis 1934 leiteten Jeffreys und Phillips die Elim-Gemeinden zusammen, danach war ein Vorstand von neun Personen für die Entscheidungen zuständig. George führte die Elim Pentecostal Churches bis 1939, als es aufgrund von Konflikten um die Kirchenleitung und um die Idee des British Israelism zu einer Trennung kam. Er verließ Elim und ging nach Nottingham, wo er die Bible Pattern Church Fellowship gründete. Diese Denomination besteht heute nicht mehr, nachdem sie in den 1960er Jahren viele Mitglieder verloren hatte. Kensington Temple wurde die zentrale Kirche in London und in ganz Großbritannien der Elim Pentecostal Church, aber sie war zugleich weiter Hauptquartier und Predigtstätte von Jeffreys, weil er und McWhirter Treuhänder des Gebäudes geblieben waren.
In den Jahren 1933 bis 1960 reiste Jeffreys mehrmals nach Frankreich und in die Schweiz, um bei gut besuchten Erweckungsversammlungen zu predigen. Zudem war er mit dem schwedischen Leiter der Pfingstkirchen Lewi Pethrus und dem norwegischen Pfingstprediger Thomas Ball Barratt befreundet. 1962 kam es zu einem Treffen zwischen Jeffreys und Reinhard Bonnke, in dem er den jungen Evangelisten zu seiner Arbeit in Südafrika ermutigte.
Der 72-jährige Jeffreys blieb bis zu seinem unerwarteten Tod am 26. Januar 1962 als Verkündiger und Krankenheiler tätig. Fünf Wochen zuvor fand noch ein versöhnliches Treffen mit dem zerstrittenen Phillips von den Elim-Gemeinden statt. Jeffreys Abdankung fand am 1. Februar 1962 im Kensington Temple statt, und Pastor R. G. Tweed, der Generalsekretär der Bible Pattern Church Fellowship, leitete den Abschiedsgottesdienst, der von über 1.000 Personen aus verschiedenen Pfingstkirchen besucht worden war.

## Schriften
- Healing Rays (deutsch: Strahlen der Heilung), 1932
- A Ministry of the Miraculous, Elim Publishing